# The Book of Eli
The Book of Eli (titulada El libro de Eli en España y El libro de los secretos en Hispanoamérica) es una película posapocalíptica estadounidense de 2010, dirigida por los hermanos Hughes, escrita por Gary Whitta y protagonizada por Denzel Washington, Gary Oldman y Mila Kunis. La cinta se estrenó en Estados Unidos el 15 de enero de 2010.

## Argumento
Treinta años después de una guerra nuclear que acabó con la capa de ozono y convirtió el mundo en un desierto tóxico y gris con casi todo quemado, Eli (Denzel Washington) se desplaza a pie hacia la costa oeste de los antiguos Estados Unidos. En el camino demuestra habilidades asombrosas de supervivencia y lucha; sobrevive dando caza a la escasa fauna que queda y derrotando sin esfuerzo a los grupos de salteadores de caminos que tratan de emboscarlo, y por las noches se entretiene oyendo música en un viejo iPod y leyendo una y otra vez un misterioso libro. 
Un día atestigua escondido cómo un grupo de salteadores en motocicletas se encuentran con una pareja, asesinando al hombre y violando a la mujer; Eli considera que no le atañe, por lo que los ignora y continúa su camino. En la búsqueda de una fuente de agua y de hacer trueque, llega a un pueblo construido y gobernado por Carnegie (Gary Oldman), quien es un líder despiadado que, escudado bajo un manto de bondad, controla a la gente, ya que posee las únicas fuentes de agua limpia de la zona. Carneggie sueña conquistar otras ciudades y tener control de las personas mediante el uso de las palabras de un determinado libro. Sus secuaces, los motociclistas, recorren este mundo desolado en busca de este libro, pero siempre en vano.
En el bar local, la pandilla de motociclistas aparecen para rendir cuentas a Carneggie y después provocan y atacan a Eli, pero él se defiende y los mata a todos. Al darse cuenta de que Eli no solo es un hábil peleador sino también un hombre alfabetizado como él, Carnegie le ofrece quedarse como uno de sus hombres, aunque dejando claro que la oferta no es negociable, pero como gesto de amabilidad le da una habitación para que descanse esa noche. La amante ciega de Carnegie, Claudia (Jennifer Beals) da a Eli algo de comida y agua, pero tras conocerlo concluye que es el tipo de hombre que no puede ser comprado. Ante esto, Carnegie obliga a Solara (Mila Kunis), la hija virgen de Claudia, a atender y seducir a Eli. El hombre la rechaza, pero para evitar que sea castigada por no cumplir su tarea le permite permanecer con él en la habitación toda la noche; Solara descubre que entre sus posesiones tiene un grueso libro con una cerradura en su cubierta, pero el hombre no permite que ella lo vea.
Eli comparte su cena con Solara pero, antes de comer, le enseña a orar agradeciendo por los alimentos, ritual que extraña a la joven ya que no comprende el concepto de Dios porque nunca lo había oído antes. Al día siguiente, Solara se reúne con Claudia y trata de orar junto a ella agradeciendo y pidiendo bendiciones para su madre. Carnegie, al oírla, se da cuenta de que las palabras de Solara pueden estar relacionadas con el libro que ha estado buscando y amenaza la vida de Claudia para que le diga cómo aprendió a rezar. Ella no sabe a qué se refiere, pero le dice que Eli tiene un libro con un símbolo en la tapa en forma de cruz y Carnegie comprende entonces que se trata del libro que quiere.
Eli ya había escapado de su habitación y estaba saliendo del pueblo, por lo que Carnegie ordena a sus secuaces a dispararle cuando este no demuestra intenciones de entregar el libro, pero el viajero ignora las balas y éstas al parecer no lo impactan, como si estuviera protegido. Como insisten en atacarlo, Eli devuelve el fuego y mata a una gran cantidad de pistoleros, hiriendo también a Carnegie en la pierna con una escopeta, para después marcharse sin encontrar oposición. Solara decide abandonar el pueblo y conduce a Eli al suministro de agua de la ciudad, esperando que a cambio lo pueda acompañar en sus viajes. Eli la encierra en el interior del manantial y continúa solo, ya que considera que ella no está preparada para los peligros del camino.
Carnegie trata su herida mientras organiza una persecución para encontrar a Eli. Desde su perspectiva, el libro que lleva el viajero es un arma, ya que aprovechando sus enseñanzas podrá sembrar la fe y esperanza en la gente para convertirlos en fanáticos que maten y mueran según lo que a él se le antoje; así, con un ejército incondicional y ciegamente obediente, podría expandir su control sobre territorios aún más grandes.
Solara escapa y continúa viajando sola pero es emboscada por salvajes que intentan abusar de ella y asesinarla. En el último momento, Eli la salva matando a los bandidos. Tras esto, ambos continúan juntos el viaje y Eli explica su misión a Solara. De acuerdo con el hombre, su libro es la última copia que queda, todas las demás fueron destruidas intencionalmente después de la guerra nuclear. Según se supone esto se llevó a cabo para que la gente no pensara en un pasado que jamás volvería, aunque según otros el libro mismo fue la causa de la guerra. Eli dice que hace treinta años fue llevado al libro por una voz en su interior, que luego lo instó a que viajara hacia el oeste hasta encontrar un lugar donde el libro estaría a salvo. La voz le aseguró que estaría protegido en su viaje. Por lo tanto, durante las últimas tres décadas ha estado viajando al oeste, guiado por su fe, leyendo todos los días sin falta la Biblia. Solara nuevamente oye sin entender, ya que el concepto de la fe también le es incomprensible.
Finalmente, Eli y Solara descubren una casa aislada que parece abandonada, cayendo en un pozo oculto. Los residentes, Martha (Frances de la Tour) y George (Michael Gambon), una pareja de ancianos, les perdonan la vida y los invitan a tomar el té. Cuando Eli se da cuenta de que son una pareja de caníbales que han sobrevivido todos esos años atacando y comiéndose a las personas que llegaban a su puerta, intentan salir. Carnegie y su pandilla llegan justo en ese momento y rodean la casa. En el tiroteo que sigue, George, Marta y algunos de los hombres de Carnegie son asesinados, mientras que Eli y Solara son capturados. Cuando Carnegie amenaza con matar a Solara, Eli le entrega la Biblia, pero aun así Carnegie le dispara en el estómago y lo abandona moribundo, llevando de vuelta a Solara. Ya en carretera la joven logra escapar, mata a algunos de los hombres de Carnegie y roba un vehículo para volver con Eli. En lugar de perseguirla, Carnegie prefiere regresar a la ciudad ya que su vehículo se está quedando sin combustible y con la Biblia en su poder no considera importante a la chica.
Solara recoge a Eli, quien a pesar de su grave estado continúa caminando al oeste. Mientras viajan, Solara le pregunta cómo es que después de todo lo que debió pasar todos esos años renunció a la Biblia tan fácilmente y Eli simplemente responde que había vivido tanto tiempo cuidando el libro que había olvidado que debía vivir según lo que este enseñaba y que hasta que la conoció a ella no recordó que enseña a poner el bienestar del prójimo por sobre sus propios intereses.
Después de conducir hasta los restos del puente Golden Gate, reman en un bote hasta la antigua prisión de Alcatraz, donde encuentran a un grupo de personas que intentan salvar lo que puedan de la antigua civilización para reconstruirla de cero, especialmente libros abandonados en las ruinas. Eli dice a los guardias que lleva una copia de la versión de la Biblia del rey Jacobo.
Mientras tanto, de vuelta en la ciudad, Carnegie logra abrir el cerrojo en la encuadernación de la Biblia sólo para descubrir que es una versión en Braille y por lo tanto inútil para él.
De vuelta en Alcatraz, Eli comienza a dictar toda la Biblia de memoria para Lombardi (Malcolm McDowell), el líder del grupo, quienes hace poco han terminado de construir una imprenta con la que podrían ya no solo recopilar libros, sino también imprimir nuevos ejemplares. Solo en este momento se muestra el rostro de Eli de cerca, descubriéndose que en realidad es ciego.
Carnegie ordena a Claudia, quien se encuentra molesta con él porque abandonó a Solara en el desierto, que lea el libro en voz alta para él, pero ella se niega en cuanto toca las hojas y descubre de qué libro se trata, fingiendo que tras tanto tiempo no recuerda cómo leer Braille, lo que lleva al hombre a amenazarla, pero Claudia señala a Carnegie que su pierna herida está infectada y él inevitablemente moribundo; además su persecución contra Eli ha mermado el número de sus secuaces lo suficiente para que los habitantes del pueblo se levanten matando al resto de sus hombres en ese momento.
En el santuario, Eli ha muerto por sus heridas, pero no antes de dictar la Biblia completa; con sus últimas palabras eleva una oración agradeciendo a Dios lo que vivió, el haberlo elegido para su misión, la fuerza para llevarla a cabo, la amistad de Solara y el permitirle descansar tras una vida tan dura. Aunque Lombardi le ofrece quedarse, Solara decide continuar viajando ya que siente que debe regresar a casa de la misma forma en que Eli sentía que debía viajar al oeste; es así que tras rezar en la tumba de su amigo, vistiendo la ropa de este y portando sus armas, inicia su propio peregrinaje.
La imprenta en Alcatraz comienza a funcionar y la historia acaba con Lombardi colocando la primera copia de la Nueva versión de la Biblia del Rey Jacobo en un estante junto a la Torá, el Tanaj y el Corán, mientras se oye el final de la oración de Eli, donde agradece a Dios permitirle descansar de una vida que lo ha agotado pero de la que se siente orgulloso, ya que en sus propias palabras: "...Ahora iré a descansar sabiendo que he hecho lo correcto con mi tiempo en esta tierra. Peleé la buena batalla, terminé la carrera... mantuve la fe".

## Reparto
| Actor             | Personaje |
| ----------------- | --------- |
| Denzel Washington | Eli       |
| Gary Oldman       | Carnegie  |
| Mila Kunis        | Solara    |
| Ray Stevenson     | Redridge  |
| Jennifer Beals    | Claudia   |
| Evan Jones        | Martz     |
| Joe Pingue        | Hoyt      |
| Malcolm McDowell  | Lombardi  |

## Producción
En mayo de 2007, los hermanos Hughes firmaron con Columbia Pictures y Warner Bros para dirigir El libro de Eli, basada en un guion de Gary Whitta. La última película que los hermanos habían dirigido era From Hell, en 2001. Posteriormente, Anthony Peckham reescribió el guion y en septiembre de 2008 Denzel Washington obtuvo el papel principal; en octubre del mismo año, Gary Oldman fue elegido para protagonizar junto a Washington.
Las grabaciones comenzaron en febrero de 2009 y se llevaron a cabo en Nuevo México. Alcon Entertainment financió la película y la coprodujo con Silver Pictures. Jeff Imada coreografió las escenas de lucha complejas utilizando movimientos de Eskrima. Denzel Washington entrenó durante meses con Dan Inosanto y Jeff Imada para su papel.

## Recepción
El 47% de los críticos en la página Rotten Tomatoes le dieron una calificación positiva a la película, con un índice de audiencia promedio de 5,4 sobre 10. El consenso del sitio indica: «Es ciertamente desigual, pero The Book of Eli presenta a los hermanos Hughes inyectando un poco de diversión fresca y con estilo en el tipo de películas post-apocalípticas que los espectadores han visto más que suficiente últimamente». Con base en 33 reseñas, Metacritic le asignó a la cinta una puntuación de 53 sobre 100, indicando "reseñas mixtas".